# 青山耕平
青山耕平（1989年8月28日—），日本男性配音員。出身於東京都。AB型血。

## 人物簡介
原屬81 Produce（2012年－2019年）。2010年3月從東京動畫學院專門學校聲優學科動畫聲優班畢業。
特長有打鼓、講冷笑話。
青山說自己沒有頭髮和沒有眉毛是天生的，對他來說優點是很容易會被人們記住，但缺點是和別人第一次見面時會被嚇到。

## 演出作品

### 電視動畫
2013年
- 東京闇鴉（咒搜官）

2014年
- 東京喰種（喰種、員工）
- 舞力四射（迫田力）

2015年
- 俺物語!!（柔道社副主將）
- 見習神仙 秘密的心靈（力士）
- 銀魂゜（歌斯先生[3]）
- 東京喰種√A（搜査官、梧桐兵、警備兵、CCG隊員）

2016年
- 見習神仙 秘密的心靈（陽太的父親）
- 小貓奇奇毛绒绒大冒險（犬車車主）
- DAYS（榮二的朋友、蟻明4號、觀眾、大叔、京王河原守門員）
- 黑白來看守所（囚人）
- 龍族拼圖X（都市計劃課職員）
- 神奇寶貝XY&Z（士兵）
- 魔奇少年 辛巴達的冒險（士兵、男）

2017年
- 不起眼女主角培育法♭
- BanG Dream！（店員）
- 從零開始的魔法書（黃鼠狼的獸化者）

2018年
- 小貓奇奇 毛絨絨大冒險（駕駛）

### OVA
2014年
- IS〈Infinite Stratos〉 2 OVA 世界清洗篇（隊員）

### 遊戲
2012年
- 銀河遊騎兵（貴森賊神官）
- 人中之龍5 夢 實踐者

### 廣播劇CD
- 戀戰隊LOVE&PEACE（戰鬥員）
- 公關技院2（男學生）

### 外語配音
※作品依英文名稱及英文原名排序。

#### 電視影集
- K.C. Undercover（英语：K.C. Undercover）
- 就是喜歡你（英语：What I Like About You (TV series)）（Gavin、Darnell）

### 電影
- 津侍 若松 世界編（外國攝影師的配音人）[4]
- 神音☆物語 ～THE VOICE MAKES A MIRACLE～（日语：神☆ヴォイス）（丁坦）[5]

### 旁白
- 好奇心扉（戴夫）

### 其他
- 今天開始談戀愛（男學生）

## 外部連結
- （日語）－青山耕平的官方個人部落格。